# Kuta Bangun
Kuta Bangun is een bestuurslaag in het regentschap Karo van de provincie Noord-Sumatra, Indonesië. Kuta Bangun telt 1645 inwoners (volkstelling 2010).